# Festival olympique d'hiver de la jeunesse européenne 2027
Navigation
2025 2029
Le Festival olympique d'hiver 2027 de la jeunesse européenne est la partie hivernale de la XVIIIe édition du Festival olympique de la jeunesse européenne. Il sera organisé par la ville de Brasov en Roumanie. C'est la seconde fois que la Roumanie organise cette compétition, après avoir organisé celle de 2013, déjà dans la ville de Brasov.

## Disciplines
Huit sports sont programmés pour cette édition :
- Biathlon
- Hockey sur glace
- Patinage artistique
- Patinage de vitesse sur piste courte
- Ski acrobatique
- Ski alpin
- Ski de fond
- Surf des neiges

## Résultats

### Biathlon

#### Garçons
| Épreuves   | Or | Argent | Bronze |
| ---------- | -- | ------ | ------ |
| Individuel |    |        |        |
| Sprint     |    |        |        |

#### Filles
| Épreuves   | Or | Argent | Bronze |
| ---------- | -- | ------ | ------ |
| Individuel |    |        |        |
| Sprint     |    |        |        |

#### Relais mixte
| Épreuves      | Or | Argent | Bronze |
| ------------- | -- | ------ | ------ |
| Relais simple |    |        |        |
| Relais        |    |        |        |

### Hockey sur glace
| Épreuves | Or | Argent | Bronze |
| -------- | -- | ------ | ------ |
| Garçons  |    |        |        |
| Filles   |    |        |        |

### Patinage artistique

#### Garçons
| Épreuves   | Or | Argent | Bronze |
| ---------- | -- | ------ | ------ |
| Individuel |    |        |        |

#### Filles
| Épreuves   | Or | Argent | Bronze |
| ---------- | -- | ------ | ------ |
| Individuel |    |        |        |

### Patinage de vitesse sur piste courte

#### Garçons
| Épreuves | Or | Argent | Bronze |
| -------- | -- | ------ | ------ |
| 500 m    |    |        |        |
| 1000 m   |    |        |        |
| 1500 m   |    |        |        |

#### Filles
| Épreuves | Or | Argent | Bronze |
| -------- | -- | ------ | ------ |
| 500 m    |    |        |        |
| 1000 m   |    |        |        |
| 1500 m   |    |        |        |

#### Mixte
| Épreuves      | Or | Argent | Bronze |
| ------------- | -- | ------ | ------ |
| Relais 2000 m |    |        |        |

### Ski acrobatique

#### Garçons
| Épreuves   | Or | Argent | Bronze |
| ---------- | -- | ------ | ------ |
| Slopestyle |    |        |        |
| Big Air    |    |        |        |

#### Filles
| Épreuves   | Or | Argent | Bronze |
| ---------- | -- | ------ | ------ |
| Slopestyle |    |        |        |
| Big Air    |    |        |        |

### Ski alpin

#### Garçons
| Épreuves     | Or | Argent | Bronze |
| ------------ | -- | ------ | ------ |
| Slalom Géant |    |        |        |
| Slalom       |    |        |        |

#### Filles
| Épreuves     | Or | Argent | Bronze |
| ------------ | -- | ------ | ------ |
| Slalom Géant |    |        |        |
| Slalom       |    |        |        |

#### Mixte
| Épreuves    | Or | Argent | Bronze |
| ----------- | -- | ------ | ------ |
| Par équipes |    |        |        |

### Ski de fond

#### Garçons
| Épreuves         | Or | Argent | Bronze |
| ---------------- | -- | ------ | ------ |
| 7,5 km classique |    |        |        |
| 5 km libre       |    |        |        |

#### Filles
| Épreuves         | Or | Argent | Bronze |
| ---------------- | -- | ------ | ------ |
| 7,5 km classique |    |        |        |
| 5 km libre       |    |        |        |

#### Relais mixte
| Épreuves    | Or | Argent | Bronze |
| ----------- | -- | ------ | ------ |
| Par équipes |    |        |        |

### Surf des neiges

#### Garçons
| Épreuves   | Or | Argent | Bronze |
| ---------- | -- | ------ | ------ |
| Slopestyle |    |        |        |
| Big Air    |    |        |        |

#### Filles
| Épreuves   | Or | Argent | Bronze |
| ---------- | -- | ------ | ------ |
| Slopestyle |    |        |        |
| Big Air    |    |        |        |